# Ginidra wauensis
Ginidra wauensis är en insektsart som beskrevs av Otte, D. 1988. Ginidra wauensis ingår i släktet Ginidra och familjen syrsor. Inga underarter finns listade i Catalogue of Life.